# Buket Me
Buket Me is een bestuurslaag in het regentschap Aceh Utara van de provincie Atjeh, Indonesië. Buket Me telt 248 inwoners (volkstelling 2010).